# Sporazum iz Camp Davida
Sporazum iz Camp Davida bio je sporazum koji su 17. rujna 1978. u Bijeloj kući, pod pokroviteljstvom američkog predsjednika Jimmyja Cartera, potpisali egipatski predsjednik Anwar el-Sadat i izraelski premijer Menahem Begin, nakon dvanaest dana tajnih pregovora u Camp Davidu.
Sporazum se sastojao iz dva osnovna dijela i to: Okvira za mir na Bliskom istoku i Okvira za zaključivanje mirovnog sporazuma između Egipta i Izraela. Njime je predviđeno rješenje u obliku postupnog povačenja Izraela iz Zapadne obale, dok bi se ostali problemi odgodili na pet godina.